# Sriharikota
Pronunciação
Sriharikota  (em telugu: శ్రీహరికోట} é uma ilha ao largo da costa do sul do estado de Andhra Pradesh na Índia. contém o único centro de lançamento de satélites, na Índia, no Centro Espacial de Satish Dhawan (também conhecido como SHAR) que é utilizado pela Organização Indiana de Pesquisa Espacial para lançar satélites com foguetes de vários estágios, como a Polar Satellite Launch Vehicle (um lançador orbital indiano de terceira geração) e o Geosynchronous Satellite Launch Vehicle.
Sriharikota separa o Lago Pulicat da Baía de Bengala, e é o local onde a cidade de Pulicat está localizada. Contém o distrito de Nellore de Andhra Pradesh. A cidade mais próxima é Sullurpeta, que tem a estação de trem mais próxima. Está a 80 km (50 milhas) a partir de Chennai. A cidade de negócio mais próxima é Sri City. também está ligada por rodovias a Chennai.